# FCI Wereldkampioenschap dog dancing 2016
Het FCI Wereldkampioenschap dog dancing 2016 vond plaats van 23 tot 26 juni 2016 in de Russische hoofdstad Moskou.

## Beschrijving
Het FCI-evenement vond plaats in het Crocus Expo IEC te Moskou. Er vonden competities plaats in de dog dancing-disciplines 'Heelwork to music' (HTM) en 'Freestyle'.

## Uitslagen

### HTM
| pos.   | Danser          | Hond                        | Land    | ptn. RI | ptn. final | Totaal ptn. |
| ------ | --------------- | --------------------------- | ------- | ------- | ---------- | ----------- |
| Goud   | Polina Ilina    | Liniya Gracii Ilim Yan      | Rusland | 27,867  | 27,733     | 55,600      |
| Zilver | Mari Muhonen    | Tres Colores Isla Bonita    | Finland | 25,167  | 25,567     | 50,733      |
| Brons  | Polina Ilina    | Indigo                      | Rusland | 26,133  | 24,400     | 50,533      |
| 4.     | Anna Larsson    | Strandangens Flynn          | Zweden  | 24,700  | 24,167     | 48,867      |
| 5.     | Natalia Rubleva | Corso Bella Bravo Yung Rein | Rusland | 24,800  | 23,733     | 48,533      |

### Freestyle
| pos.   | Danser            | Hond                                       | Land        | ptn. RI | ptn. final | Totaal ptn. |
| ------ | ----------------- | ------------------------------------------ | ----------- | ------- | ---------- | ----------- |
| Goud   | Yvonne Belin      | Jewel del Mulino Prudenza Brains 'n Beauty | Zwitserland | 26,533  | 27,633     | 54,167      |
| Zilver | Lusy Imbergerova  | Desperado od Suche hory                    | Italië      | 26,200  | 27,100     | 53,300      |
| Brons  | Marina Novoselova | Funnyuf Gloria Day                         | Rusland     | 26,167  | 25,600     | 51,767      |
| 4.     | Irina Efremova    | Unkas s Petrogradski                       | Rusland     | 25,667  | 25,267     | 50,933      |
| 5.     | Lizette Olausson  | Revalills Gast                             | Zweden      | 24,000  | 26,467     | 50,467      |